# Campionato nordamericano femminile di pallavolo 1987
Il X campionato nordamericano femminile di pallavolo si è svolto dal 13 al 19 giugno 1987 a L'Avana, a Cuba. Al torneo hanno partecipato 7 squadre nazionali nordamericane e la vittoria finale è andata per la sesta volta, la seconda consecutiva, a Cuba.

## Classifica finale
| Classifica | Squadre                 |
| ---------- | ----------------------- |
|            | Cuba                    |
|            | Stati Uniti             |
|            | Canada                  |
| 4          | Messico                 |
| 5          | Porto Rico              |
| 6          | Isole Vergini Americane |
| 7          | Nicaragua               |